# Peccati di gioventù (film)
Peccati di gioventù è un film del 1975 diretto da Silvio Amadio.

## Trama
A Sassari, l'adolescente Angela, figlia di un vedovo alto funzionario del governo, conosce la matura Irene, compagna del padre e, presa dall'antipatia, tenta inutilmente con vari sotterfugi di screditarla agli occhi dell'uomo.
Ma, grazie a un'agenzia d'investigazioni, Angela scopre una macchia nel passato di Irene, che aveva avuto una relazione saffica ai tempi del liceo con un'insegnante che, scoperta, si era poi suicidata.
Angela decide allora di sedurla e le due si amano, ma la storia finisce male, col suicidio di Irene, che era ricattata da Sandro, fidanzato di Angela.